# KOKOON
KOKOON（コクーン）は、2018年7月にデビューした吉本興業と韓国のユンソグループ所属の五人組お笑いアイドルグループである。
グループ名には「殻を破り蝶のように飛び立つ繭のように、韓国だけでなく、世界を舞台としてお笑い界に新たな風を吹かせる大きな人物になる。」という意味が込められている。
ファンの愛称はButterfly(バタフライ)

## メンバー
- 전재민（チョン・ジェミン）

生年月日：11月13日
身長：177cm
メンバーカラー：赤
KOKOONのリーダー。
あだ名は「ミンミン」
出身地：釜山
ミュージカル俳優出身
- 강주원（カン・ジュウォン）

生年月日：3月2日
身長：173cm
メンバーカラー：ピンク
あだ名は「ウォンちゃん」
- 윤원기（ユン・ウォンギ）

生年月日：8月5日
身長：不明
メンバーカラー：黄色
あだ名は「キキちゃん」
- 슈야（シュウヤ）

生年月日：12月12日
身長：不明
メンバーカラー：紫
あだ名は「しゅうちゃん」
KOKOON唯一の日本人であり最年少(マンネ)である。 好きな食べ物は、ラーメン、オムライス。
韓国人と間違われるくらい韓国語がうまい
出身地：鹿児島県

### 元メンバー
- 田中凌（たなか りょう）

生年月日：1995年12月29日
身長：174cm
グループ唯一の日本人であり在籍時最年少。韓国表記は다나카료。
お笑いコンビ「ブルーレディ」としても活動している。
あだ名は「プリンス」
出身地：千葉県浦安市
ブルーレディとしての活動に専念するため、2022年8月24日にKOKOON公式YouTubeにて脱退を発表。
- 김태길（キム・テギル）

生年月日：8月20日
身長：173cm
ネタを披露する際はカツラを着用している。
あだ名は「韓国人」本当はてっちゃんと呼んでほしいらしい。
出身地：ソウル市恩平区
コメディ俳優としての活動に専念するため、2022年8月24日にKOKOON公式YouTubeにて脱退を発表。
- 이창한（イ・チャンハン）

2020年9月8日まで在籍。脱退理由は#経歴を参照。
- 김새암（キム・セアム）

生年月日：10月24日
身長：不明
メンバーカラー：黒
あだ名は「アムちゃん」(새암오빠と呼んで欲しいらしい)
リハビリ休暇後脱退。

## 経歴
- 2018年6月26日 - ユンソグループは「7月に韓国でデビューするお笑いアイドルのグループ名を『KOKOON』に決めた」と明らかにした[2]。
- 2018年7月8日 - 韓国のお笑い番組である『コメディビックリーグ（코미디빅리그）』へ出演し、放送された。これがデビュー舞台であった[4]。
- 2019年8月3日 - 東京新大久保にあるSHOWBOXで初の日本長期公演をスタートした[5]
- 2020年9月8日 - 이창한（イ・チャンハン）が当日付けで脱退することをKOKOON公式Instagramの投稿で発表。「現在、家庭の状況が非常に悪く、時間や環境を考えても活動が難しいためこのような残念な決断を下すこととなりました」と理由を説明した[6]。
- 2022年8月24日 - 田中凌とキム・テギルが脱退したことを発表[7]。

## 出演
- コメディビックリーグ（2018年7月8日,9月2日、韓国tvN）
- 2018コメディーウィークin洪大（2018年8月10日～12日）
- 第六回釜山コメディフェスティバル閉幕式（2018年9月2日）
- ミュージックバンク（2020年2月14日、韓国KBS）
- ショー!K-POPの中心（2020年2月15日、第667回、韓国MBC）
- ネタパレ（2020年1月24日,31日,2月14日,3月6日、フジテレビ系列）
- 行列のできる法律相談所（2020年3月22日、日本テレビ系列）

## 作品

### シングル
| 発売日     | タイトル                  | 規格                   |
| ---------- | ------------------------- | ---------------------- |
| 2018年 7月 | KOKOON『What?』           | デジタル・ダウンロード |
| 2018年12月 | KOKOON『Christmas Day』   | デジタル・ダウンロード |
| 2018年12月 | KOKOON『당신을 보내세요』 | デジタル・ダウンロード |
| 2019年11月 | 김태길,Min『I'm in love』 | デジタル・ダウンロード |
| 2020年 3月 | KOKOON『ニャオンイ』      | デジタル・ダウンロード |